# Прабхутаратна
Прабхутаратна — «будда многочисленных сокровищ». Будда прошлого, один из символов времени в буддизме махаяны, наряду с Шакьямуни (настоящее) и Майтреей (будущее). Согласно буддийскому учению, существовал до Шакьямуни, в предыдущей кальпе. При жизни принёс обет появиться снова там и тогда, когда будет проповедано истинное учение. Т.о. Прабхутаратна становится свидетелем и защитником учения Гаутамы. В «Лотосовой сутре» (гл.11) изображается его собеседником, ступа Прабхутаратны становится местом проповеди.
В иконографии фигурирует сидящим напротив Гаутамы, или же в триптихе с ним и Майтреей. К наиболее известным относятся скульптурные изображения Прабхутаратны в пещерном комплексе Лунмэнь в Китае (пров. Хэнань) и в храмовом комплексе Тодай-дзи в Японии.
Пагода Прабхутаратны принадлежит к национальным сокровищам Кореи.